# Wojciech Bobowski
Albert Wojciech Bobowski (également Albertus Bobovius), de son nom musulman ʿAlī Ufqī (1610-1675) est un noble polonais, compositeur, orientaliste et drogman dans l'Empire ottoman. Il traduisit la Bible en turc ottoman et une grammaire de cette langue. Son œuvre musicale est considérée comme une des plus importantes de la musique ottomane classique du XVIIe siècle.

## Vie
Bobowski naît dans le Royaume polono-lituanien à Bobowa, Pologne, près de ville de Gorlice. Il est élevé dans une famille protestante et commence une carrière de chantre. Il est enlevé par des Tatars de Khan Temir dans son adolescence (entre sa 13e et sa 30e année, selon les sources) et emmené à Constantinople ; plus tard il entre au palais de Mourad IV où il reste 19 ans comme musicien et maître de musique. Il s'y convertit à l'islam et prend le nom de ʿAlī Ufqī. 
Il sert les sultans Mourad IV, Ibrahim et Mehmed IV comme page et joueur de santour. vit quelque temps en Égypte et  fait le pèlerinage de La Mecque. En 1657, il regagne sa liberté. De retour à Constantinople, il devient drogman (interprète officiel) et passe au service de l'ambassadeur anglais Thomas Bendish, puis de ses successeurs. 
Il rencontre plusieurs voyageurs occidentaux à qui il fait partager sa connaissance de l'Orient : Antoine Galland, Paul Rycaut, Claes Rålamb, Jean-Baptiste Tavernier, John Covel, etc. En 1665, il rédige en italien une Relation du sérail du Grand Seigneur décrivant la vie du palais impérial de Topkapi qu'il est un des très rares auteurs à avoir connu de l'intérieur avant les dernières années de l'Empire. Il décrit en détail la formation et les activités des pages du sultan dans l'école intérieure d'Enderûn. Cet ouvrage est traduit en allemand et publié à Vienne en 1667 sous le titre Serai Enderun, das ist inwendige beschaffenheit der türkischen Kayserl. residenz, etc., puis en italien à Parme en 1679. 
Bobowski est assez critique envers la musique turque ; selon lui, bien que les Ottomans utilisent 24 sortes de temps, ils ne savent pas noter la musique et leurs mélodies sont généralement rudimentaires. Il fait cependant exception pour les murabba, mélodies en persan appréciées par les gens instruits ; ces musiques délicates sont accompagnées par des instruments particuliers comme le tambûr (instrument à cordes), le psaltérion et le oud. Il raconte que Mourad IV, sultan de tempérament guerrier, était peu sensible aux raffinements de la musique occidentale bien que les Barbaresques lui aient envoyé un maître de musique italien.

## Œuvres

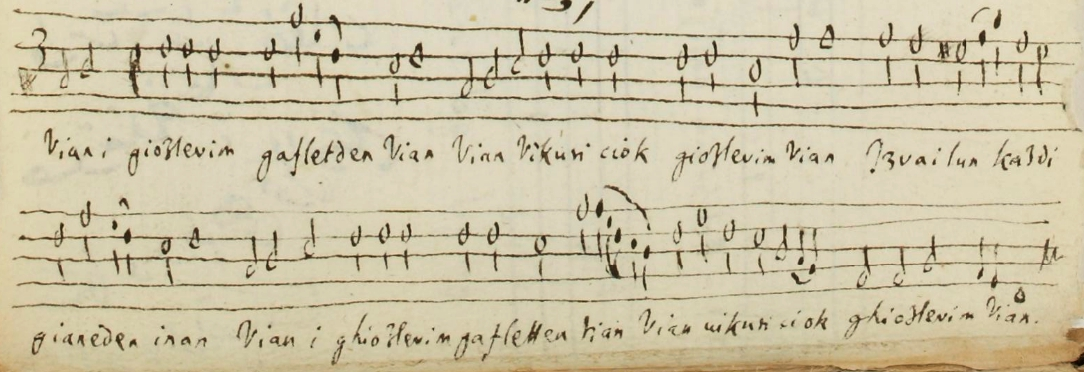
Poème du sultan Mourad III (1546-1595) mis en musique par un compositeur inconnu, notation musicale d'Ali Ufki (Bobowski).

Bobowski parlait en plus du polonais et du turc ottoman, l'arabe, le français, l'allemand, le grec, l'hébreu, l'italien et le latin. Sa connaissance des langues et sa conversion à l'islam lui donnent la volonté de permettre aux deux civilisations dont il se revendique une meilleure compréhension mutuelle.

### Traduction de la Bible et œuvres sur la religion
Sa traduction de la Bible en turc ottoman, connue sous le nom de Kitabı Mukaddes ("Livre Saint"), resta longtemps la seule traduction en cette langue de la Bible. Elle est ensuite graphiée en alphabet latin au XXe siècle et reste parfois utilisée aujourd'hui, malgré une traduction en turc en 2002.
En outre, il traduisit le catéchisme anglican en turc ottoman. 
Du turc vers les langues européennes, on lui doit une explication de l'islam en latin, le De Turcarum Liturgia, Peregrinatione Maccana, Circumcisione.

### Musique et psaumes
Élevé dans une famille protestante, Bobovski était familiarisé au chants du Psautier de Genève. Cette expérience eut une grande influence sur sa composition de 14 psaumes turcs. Cet ensemble de psaumes connus sous le nom de Mezmurlar créés en 1665, est classé selon le système modal turc et assorti d'un texte en turc ottoman d'une grande clarté. À cause de certains traits de la prosodie française, les mélodies genevoises sont généralement en mètres asymétriques, qui les rend plus proches de la musique orientale que de la musique classique occidentale. La musique est traitée comme un arrière-fond d'une grande intensité rythmique, pour mettre en valeur le texte.
Il écrivit plusieurs anthologies de musique sacrée et profane, instrumentale ou vocale, les Mecmûa-i Sâz ü Söz ("Collection d'œuvres instrumentales et vocales") dont deux manuscrits sont restés jusqu'à nous (British Library et Bibliothèque nationale ). Cette œuvre, qui utilise pour la première fois la notation de musique occidentale pour des œuvres ottomanes, a permis de préserver des centaines de pièces musicales de musique ottomane

### Autres œuvres
En 1666, Bobowski écrit une Grammaire du Turc ottoman. Il traduit également des œuvres d'Hugo Grotius et de Comenius.« http://siratalmustaqim.blog.onet.pl/2,ID61069769,index.html »(Archive.org • Wikiwix • Archive.is • Google • Que faire ?)

### Œuvres de l'auteur
- Tractatus Alberti Bobovii Turcarum Imp Mohammedis IVti olim interpretis primarii De Turcarum liturgia peregrinatione Meccana, circumcisione, aegrotorum visitatione & ("Traité d'Albertus Bobovius, premier interprète de l'Emp Mohammed IV De la liturgie des Turcs, du pèlerinage de la Mecque, de la circoncision, de la visite des malades etc"). Sur Europeana: .
- King's Singers et Sarband, Sacred Bridges, 2005: le CD contient les Psaumes 5, 6, et 9 de l'auteur.
- Topkapi, Relation du sérail du Grand Seigneur par Albertus Bobovius (Wojciech Bobowski), édition présentée et annotée par Annie Berthier et Stéphane Yerasimos, Sindbad - Actes Sud, 1999.

### Sur Bobowski
- Behar, Cem. Ali Ufki ve Mezmurlar. Pan Yayıncılık.
- Neudecker, H. (1996). "Wojciech Bobowski and his Turkish grammar (1666)". Dutch Studies in Near Eastern Languages and Literatures, 2, p. 169–192.
- Neudecker, H. (2000). "Ordinal numbers in Bobowski’s Turkish Bible translation (1662–1664)." Folia Orientalia, 36, p. 219–225.
- Agnieszka Bakalarz, Polaków odkrywanie Arabii Saudyjskiej, Księgarnia Akademicka 2005, str. 57–62
- F.Siarczyński, Wiadomość o Woyciechu Jaxie z Bobowej…, "Czasopism Naukowy Księgozbioru Ossolińskich", 1/1, Lwów 1828